# Volkswagen Golf Variant
Volkswagen Golf Variant je automobil njemačke marke Volkswagen i proizvodi se već od 1993. godine.

## Prva generacija (1H)
Prva generacija, model 1H, se proizvodio od 1993. – 1999. godine.

### Motori
- 1.4 L, 44 kW (60 KS)
- 1.6 L, 74 kW (100 KS)
- 1.8 L, 55 kW (75 KS)
- 1.8 L, 66 kW (90 KS)
- 2.0 L, 85 kW (115 KS)
- 2.8 L, 140 kW (190 KS)
- 1.9 L dizel, 47 kW (64 KS)
- 1.9 L turbo dizel, 55 kW (75 KS)
- 1.9 L turbo dizel, 66 kW (90 KS)
- 1.9 L turbo dizel, 66 kW (101 KS)
- 1.9 L turbo dizel, 81 kW (110 KS)

## Druga generacija (1J)
Druga generacija, model 1J, se proizvodio od 1999. – 2006. godine.

### Motori
- 1.4 L, 55 kW (75 KS)
- 1.6 L, 74 kW (100 KS)
- 1.6 L, 75 kW (102 KS)
- 1.6 L, 77 kW (105 KS)
- 1.6 L, 81 kW (110 KS)
- 1.8 L turbo, 110 kW (150 KS)
- 2.0 L, 85 kW (115 KS)
- 2.3 L, 110 kW (150 KS)
- 2.3 L, 125 kW (170 KS)
- 2.8 L, 150 kW (204 KS)
- 1.9 L dizel, 50 kW (68 KS)
- 1.9 L turbo dizel, 66 kW (90 KS)
- 1.9 L turbo dizel, 74 kW (100 KS)
- 1.9 L turbo dizel, 81 kW (110 KS)
- 1.9 L turbo dizel, 85 kW (115 KS)
- 1.9 L turbo dizel, 96 kW (130 KS)

## Treća generacija (1K)
Treća generacija, model 1K, se proizvodio od 2007. – 2009. godine.

### Motori
- 1.4 L, 59 kW (80 KS)
- 1.4 L turbo, 90 kW (122 KS)
- 1.4 L turbo, 103 kW (140 KS)
- 1.4 L turbo, 118 kW (160 KS)
- 1.4 L turbo, 125 kW (170 KS)
- 1.6 L, 75 kW (102 KS)
- 2.0 L turbo, 147 kW (200 KS)
- 1.9 L turbo dizel, 77 kW (105 KS)
- 2.0 L turbo dizel, 100 kW (136 KS)
- 2.0 L turbo dizel, 103 kW (140 KS)

## Četvrta generacija (1K)
Četvrta generacija, model 1K se proizvodio od 2009. godine.

### Motori
- 1.2 L turbo, 63 kW (85 KS)
- 1.2 L turbo, 77 kW (105 KS)
- 1.4 L, 59 kW (80 KS)
- 1.4 L turbo, 90 kW (122 KS)
- 1.4 L turbo, 118 kW (160 KS)
- 1.6 L, 75 kW (102 KS)
- 1.6 L turbo dizel, 66 kW (90 KS)
- 1.6 L turbo dizel, 77 kW (105 KS)
- 2.0 L turbo dizel, 100 kW (136 KS)
- 2.0 L turbo dizel, 103 kW (140 KS)